# 舘の山公園

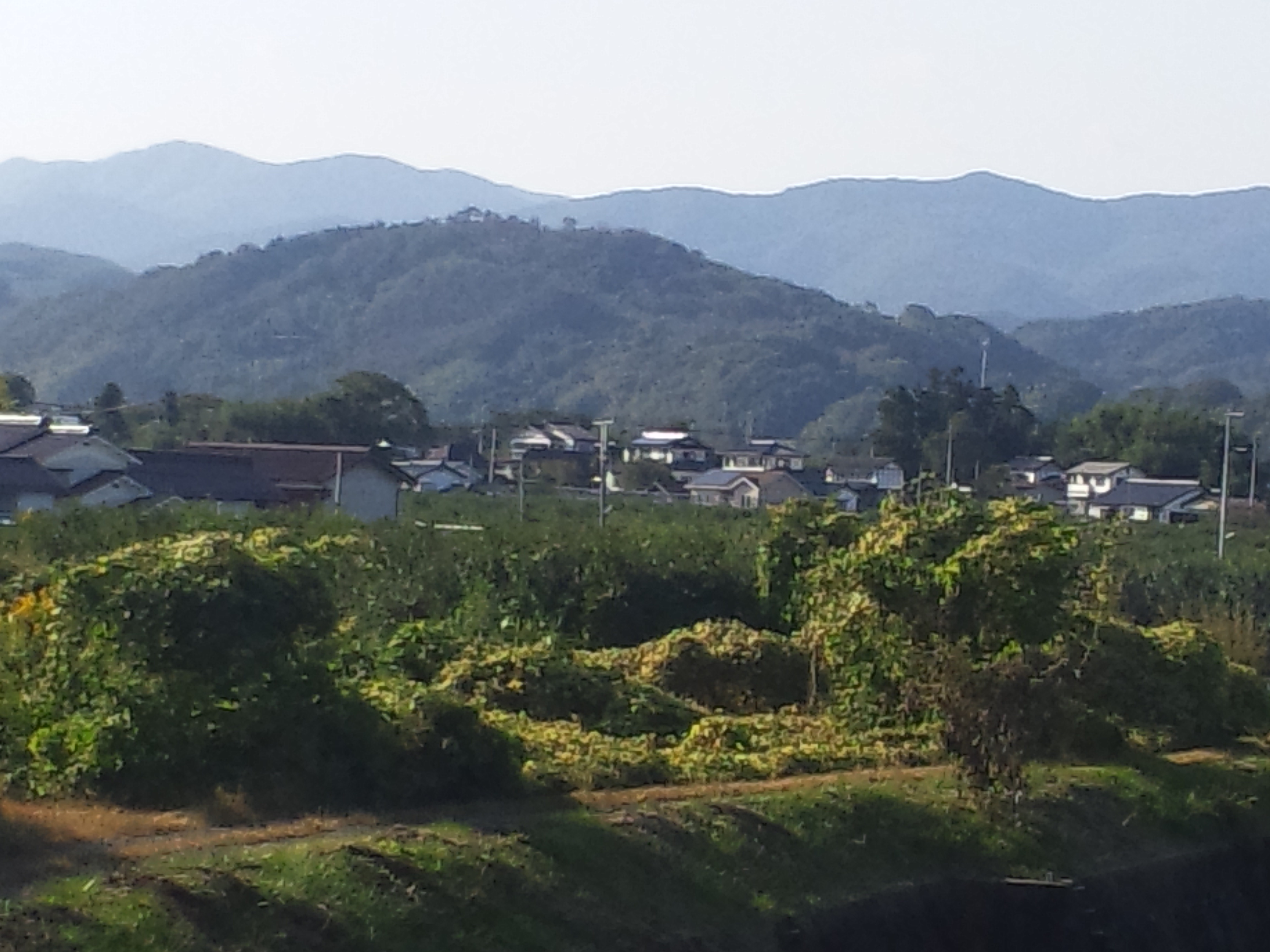
飯坂（舘の山公園）

舘ノ山公園（たてのやまこうえん）は、福島県福島市にある公園である。

## 概要
福島市北部、飯坂町市街地西側にある風致公園であり、舘ノ山にある大鳥城跡を用いて1880年に供用が開始された。大鳥城跡をめぐる遊歩道が整備され、アジサイの名所となっているほか、園内の一角を用いて花ももの里が整備されている。東隣には飯坂球場、福島市立大鳥中学校が建っている。

## 大鳥城
大鳥城（おおとりじょう）は源義経の郎党、佐藤継信・忠信兄弟の父信夫庄司（湯庄治とも）佐藤基治（元治）の居城であった。鵬城、丸山ともいう。

### 歴史・沿革
『信達一統志』によれば、伝承として、保元2年（1157年）藤原秀衡の命により、佐藤基治が白川会津までの代官と定められ、大鳥城を築いたとされる。文治5年（1189年）8月8日、佐藤基治以下主だった将が石那坂（石名坂・いしなざか）において陣を敷き、源頼朝率いる奥州征伐軍と戦って敗れる（石那坂の戦い）が、その際に大鳥城も落城したとされる。伝承によれば、佐藤基治は、山上の本陣に一羽の鶴を埋め、「鶴の魂、羽を張り大鳥に変じ敵を阻む」と詠み、必勝を祈願したとされる。そして名月の頃、頼朝軍に攻められて陥落したとされる。飯坂の地名の由来は1300年以降
であるが、この佐藤庄司の本拠地（飯坂）大鳥城での戦いこそが、吾妻鏡に登場する石那坂の戦いではないかとする新たな説が論じられている。（石那坂は飯坂の古名と考えられている。）
佐藤一族はその後赦され、本領の大鳥城にしばらく居城していたと考えられる。以後13世紀に入り、伊勢地方に転封となり（吾妻鏡）、一部は郷士として飯坂の地に残った（大鳥城記）、全国佐藤姓の源の一つである。

### 構造
南には小川、北側には赤川、東には摺上川と3つの川が流れており、大鳥城の堀の役目を果たしている。山頂部には主郭、その西側には櫓跡と呼ばれる郭が存在する。『吾妻鏡』石那坂の戦いにて説明されている「堀湟懸入逢隈河水於其中」は阿武隈河に流れ込む小川・赤川・摺上川を大鳥城の天然の堀として見立てたものであり、「陣于石那坂之上」は飯坂の山上（大鳥城本陣跡）を意味していると福島県福島市議会議員の石原洋三郎は主張している 。山頂部は1995年（平成7年）の発掘調査により14世紀の輸入陶磁器等が出土、後世の造営と考えられる。
基治が在城中の居館は、現在大鳥中学校、飯坂球場（赤舘という地名が残る）が立地する東山麓部分にあったものと推定されている。そのさらに東側には大門の地名が残っており、大鳥城への大手門があったと推定される（現在は温泉集会所、大門の湯が存在する）。

## 所在地
- 福島県福島市飯坂町字舘ノ山18-1[10]

## 註
1. ↑  福島市公園施設個別計画 - 福島市
2. ↑  志田正徳著　天保12年（1841年）。「福島市史資料叢書　第30輯」 福島市史編纂委員会／編福島市教育委員会1977 、「福島県史料集成　第1輯」 福島県史料集成編纂委員会／編福島県史料集成刊行会1952 、「岩磐史料叢書　上，中巻」 岩磐史料刊行会／編岩磐史料刊行会1916にて編纂刊行されている。
3. ↑  吾妻鏡
4. ↑  考古学としては佐藤基治の時代、高館跡に国内一ニを争う須恵器が発掘されている。飲料水の甕と考えられている。又、大鳥神社と言われる石の祠前に、明らかに何かを埋めた痕跡が現れている。真ん中に大きな真っ黒い石田石と呼ばれる石があり、周囲に漬物石くらいの大きさの積み石があったところを見ると、何かを埋めたことは間違いないと考えられている。真ん中の黒い石はかなり大きく、鎮石ではないかと考えられている。大きい鳥を埋め大鳥城とし命名と言う事は事実であったと考えられている。
「令和6年度しのぶ塾ボランティア事業」信夫山都市公園150周年記念事業『信夫盆地三山巡り　舘ノ山の史跡巡り』
5. ↑  日本歴史地名大系第七巻「福島県の地名」（下飯坂家譜『福島市史』六、２４０Ｐ）
6. ↑  福島市議会会議録平成二十八年十二月会議録
7. ↑  『石那坂』　石原洋三郎　2017年8月　第一印刷
8. ↑  『伊達氏発祥の契機となった戦勝地はどこか』　菅井敏美 （伊達市保原町文化財保存会、2025年2月9日　郷土の香り第53集別冊）
9. ↑  「福島市埋蔵文化財発掘報告書第78号 大森城・大鳥城2」(編)猪狩英究　福島市教育委員会、2018年12月
10. ↑  “1．公園・遊歩道児童び場”. 2012年12月24日閲覧。